# Stichting INGKA Foundation
Stichting INGKA Foundation je nizozemská nadace založená v roce 1982 Ingvarem Kampradem, který je jejím předsedou. Název „INGKA“ je odvozený z jeho jména. „Stichting“ je v nizozemštině nadace. Stanoveným cílem je propagovat a podporovat inovace v oblasti architektury a interiérového designu. 
Nadace vlastní soukromou nizozemskou společnost INGKA Holding se sídlem v Leiden, což je holdingová společnost, která kontroluje 207 z 235 prodejen švédského řetězce s nábytkem IKEA. IKEA nemá své vlastní ochranné známky. Je ve vlastnictví Inter IKEA Systems BV v Delftu, Nizozemsko.
Nadační jmění je odhadem 36 miliard eur.

## Charita
Detailní informace o jeho „grantmakingu“ nejsou k dispozici, neboť nadace v Nizozemsku nejsou povinny zveřejňovat své záznamy. 
Ale IKEA oznámila že v letech 2004–2005 byly dary z nadace INGKA soustředěny na Lund Institute of Technology ve Švédsku, a ústav oznámil, že v těchto letech obdržel od nadace dotace ve výši 1,7 milionu dolarů.